# 키예프 루스의 기독교화

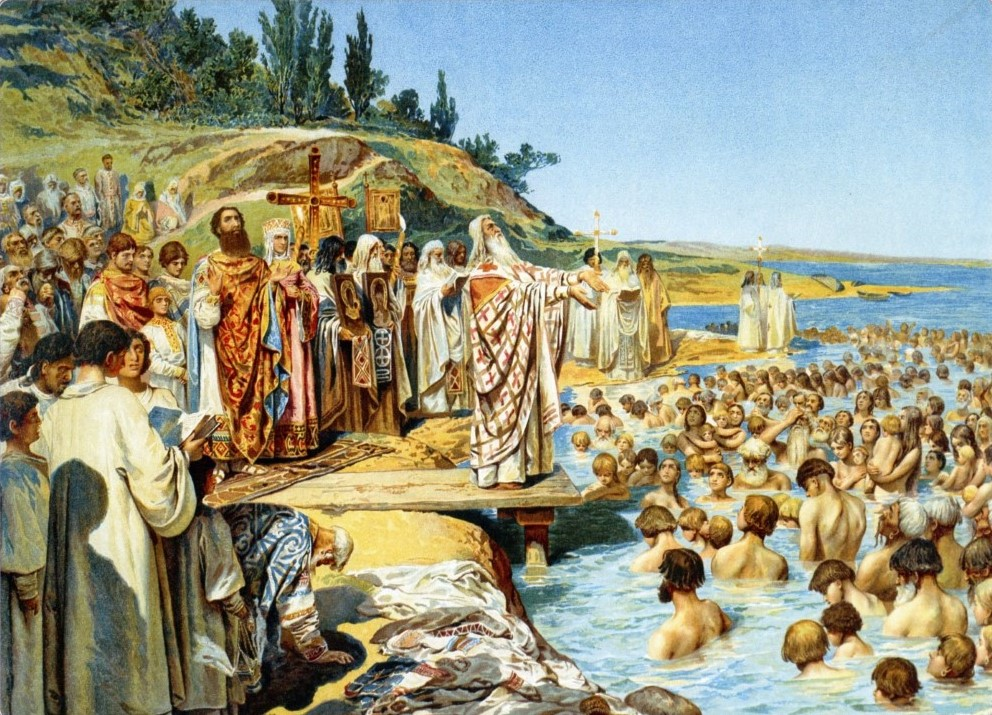
클라브디 레베데프의 '키예프인들의 세례'

키예프 루스의 기독교화는 여러 단계에 걸쳐 일어났다. 867년 초에, 콘스탄티노플 총대주교 포티오스 1세는 자신의 주교를 통하여 루스인들이 열광적으로 기독교로 개종을 했다고 다른 기독교 총대주교들에게 공표하였다. 키예프 루스를 기독교화 하려는 포티오스의 시도들은 더 이상의 지속적인 결과를 가져오지 못한 것으로 보이는데 《원초 연대기》와 다른 슬라브 사료들에서 10세기 키예프 루스에서 토속 신앙이 견고하게 있다고 묘사했기 때문이다. '원초 연대기'에 따르면, 키예프 루스의 결정적인 기독교화 시기는 988년으로 추정되며 (이 시기에 대해선 논쟁이 있다), 이때 블라디미르 대공이 케르소네소스에서 세례를 받고 키예프에서 그의 가족과 민족들을 세례해주었다. 후자의 사건들은 전통적으로 우크라이나와 러시아 문헌에서 루스의 세례(러시아어: Крещение Руси; 우크라이나어: Хрещення Русі)라고 일컬어진다.

## 전설

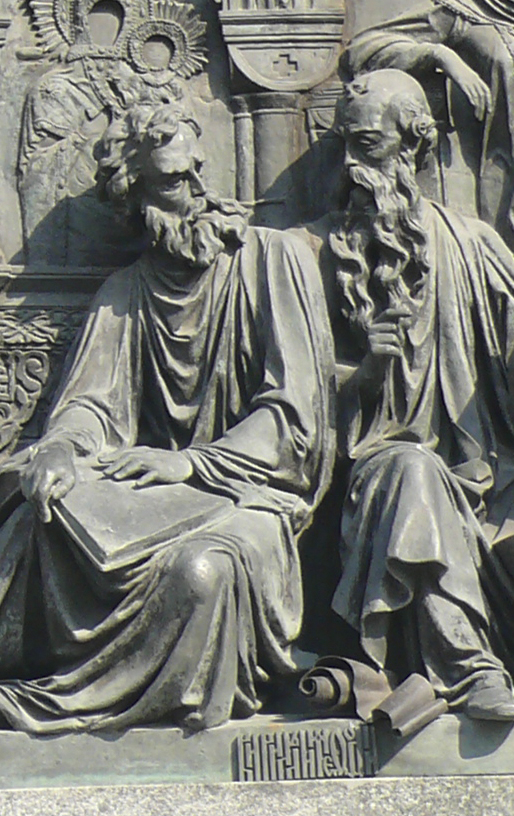
벨리키노브고로드의 러시아 천년기념비에 있는 키릴로스와 메토디오스

교회 전승에 따르면, 기독교는 예수 그리스도의 최초의 사도인 성 안드레아를 통해 오늘날 벨라루스, 러시아, 우크라이나에 처음으로 전파되었다고 한다. 안드레아는 흑해 너머 크림반도의 그리스 식민지 케르소네소스로 향하여, 그곳에서 몇 천 명을 새로운 신앙으로 이끌었다고 한다. 그는 드니프르강을 따라 북쪽으로 향하여, 또한 5세기 쯤에는 키예프가 세워진 곳을 들르고, 더욱 북쪽으로 향해 벨리키노브고로드가 세워질 곳에도 갔다고 전해진다. 루스인들에 대한 전승 기록물인 '원초 연대기'는 성 안드레아가 여정 중에 뜨거운 한증탕인 바냐에서 몸을 씻는 슬라브족의 관습을 좋아했다고 전한다.

## 9세기

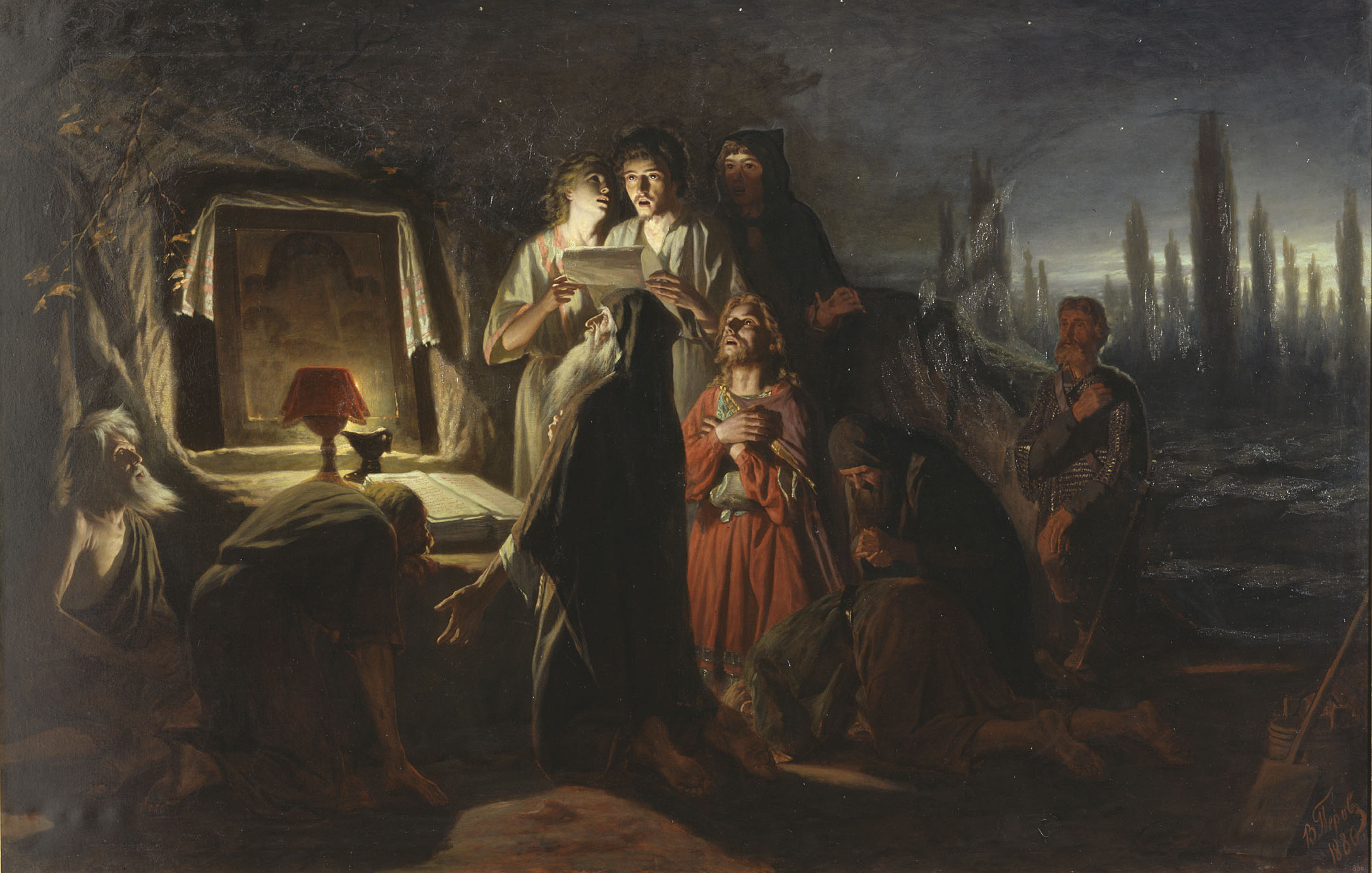
이교 시대 키예프에서 기독교인들의 은밀한 만남을 묘사하는 바실리 페로프의 그림.

루스의 초기 기독교화에 관한 최고 권위 사료는 867년 초로 추정되는 포티오스 총대주교의 회칙이다. 860년의 콘스탄티노플 공방전을 언급한, 포티오스는 오리엔트의 총대주교들과 주교들에게 863년에 있었던 불가리아인들의 기독교 개종 이후로, 루스인들이 기독교에 대한 구애를 따르기로 했다고 알렸다. 불가리아인들의 경우에서처럼, 총대주교는 야만인에게 콘스탄티노플에서 주교를 보내는 것을 신중하게 해야함을 알고 있었다.

## 10세기

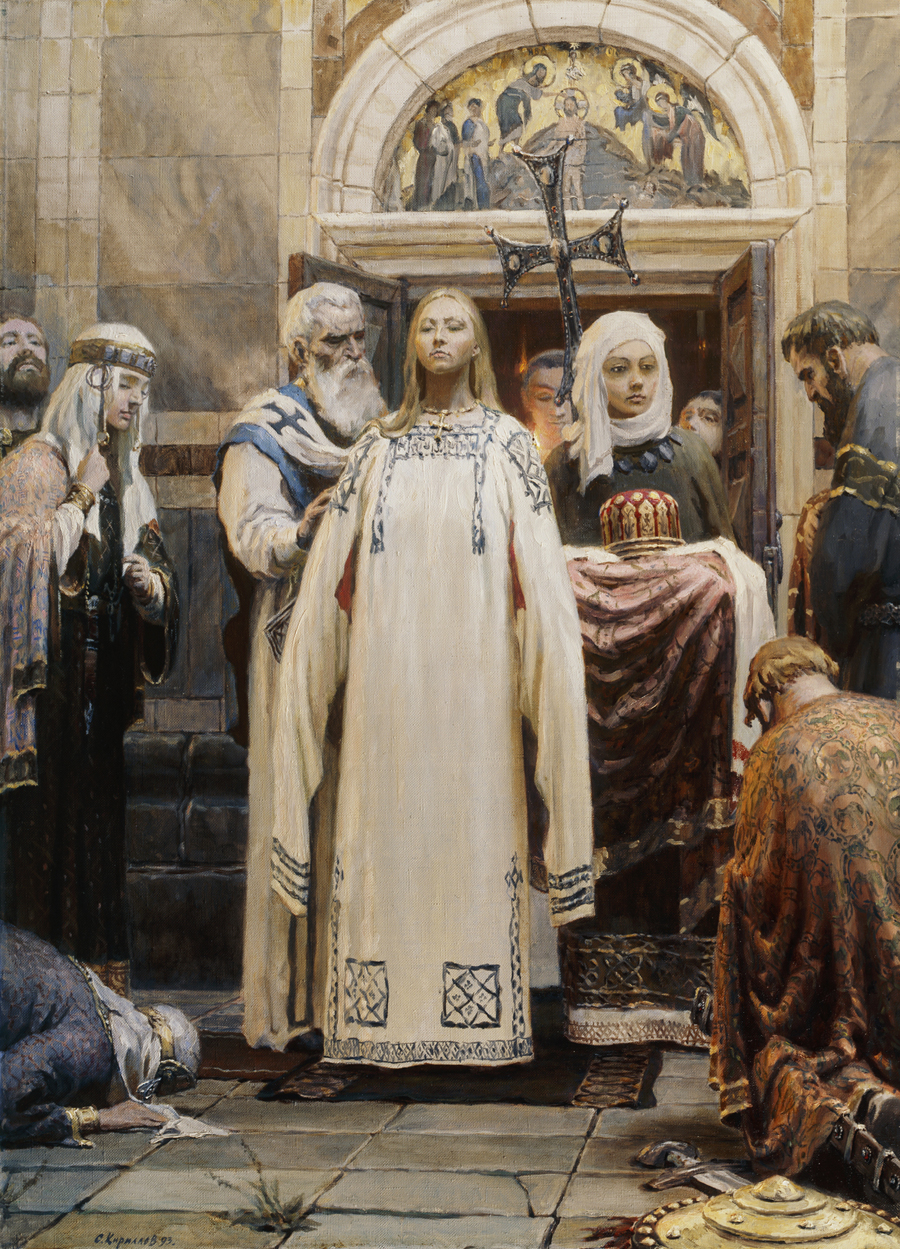
성녀 올가의 세례

몇 가지 수정을 거쳐, 위 이야기는 콘스탄티노스 7세의 제국의 행정에 관하여(De administrando imperio)'에서 다시 한번 언급된다. 또한 요안니스 스킬리지스와 요안니스 조나라스를 포함한 몇몇 비잔티움 역사가 세대들한테서도 반복적으로 언급된다. 비잔티움 궁정과 총대주교청이 10세기의 루스인들을 기독교인으로 간주하고 있다는 것은 루스 주교구가 레온 6세와 콘스탄티노스 7세 재위 때 편찬된 기독교 교구 목록에 열거되어 있다는 점에서 명백하다. 역사적 상상('argumentum ex silentio')이 있을 수도 있으며 어떠한 그리스어 사료에서도 990년대에 있던 두 번째 루스인들의 세례에 관해서는 기록하고 있지 않다.
루스의 기독교화에 대한 포티우스의 노력 정도가 얼마나 되었든간에, 이들의 영향력은 지속되지 못하였다. 포티오스의 임무에 대해 언급하지 않으나, '원초 연대기'의 저자들은 994년경에 키예프 루스 인구의 상당한 정도가 기독교인이었음은 알고 있었다. 연대기의 본문에 남아있는 루스-비잔티움 조약에서 루스의 기독교인들은 자신들의 신앙을 따라 맹세하고, 지배 계층인 대공 및 비기독교인들은 토속 신앙 관습에 따라 페룬과 벨레스를 언급했다. 키예프 지역의 성 엘리야 참사회성당 (슬라브권 국가들에서 엘리야의 교단은 페룬의 교단을 면밀하게 본땄다)이 연대기 본문에 언급되며, 현대의 학자들이 당시에 키예프 지역에 얼마나 많은 교회 및 성당들이 있었는 지에 대해 추측하게 만들고 있다.

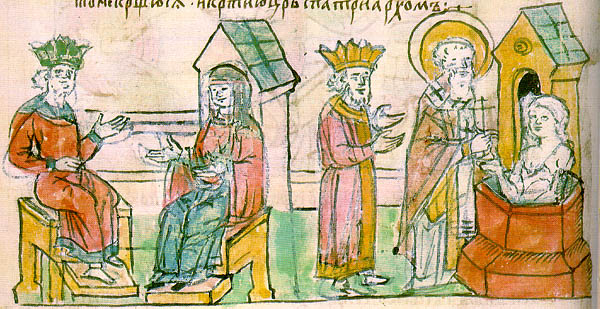
'콘스탄티노플에서 성녀 올가의 세례' (라지비우 연대기의 삽화

945년이나 957년에, 키예프 루스의 섭정이던 키예프의 올가는 그레고리라는 한 사제와 함께 콘스탄티노플을 방문했다. 콘스탄티노플 황궁에서 그녀의 접견은 '의식의 서'에 묘사되어 있다. 전설에 의하면, 비잔티움 황제 콘스탄티노스 7세는 올가를 보고 사랑에 빠졌으나, 그녀는 그를 그녀의 대부가 되도록 속여 그를 거절할 방법을 찾았다. 그녀는 세례를 받은 뒤에, 대부가 대녀와 결혼하는 것은 부적절하다고 그에게 말했다고 한다.
올가가 키예프보다 콘스탄티노플에서 세례를 받았다고 보통 여겨지나, 성사에 관한 명백한 언급은 없어, 두 추측 모두 포함된다. 올가는 로마에서 주교 한 명과 사제들을 보내달라고 요청한 걸로도 알려져 있다. 그녀의 아들, 스뱌토슬라프 (재위 963년–972년)는 페룬 및 슬라브 만신전의 다른 신들에 대한 숭배를 계속했다. 그는 생애 내내 독실한 이교도로 남았다. '원초 연대기'에 의하면, 그는 자신이 기독교인이 된다면 자신의 전사들이 자기에 대한 존경을 잃고 무시할 것이라 믿었다.
스뱌토슬라프의 후임자 야로폴크 1세 (재위 972년–980년)는 기독교에 대해 한층 상충되는 자세를 가졌던 것으로 보인다. 후대 중세 사료들은 야로폴크가 교황과 사절단을 주고 받았다고 주장하기도 한다. 아데마르 드 샤반네스의 '연대기'(Chronicon)와 성 로무알드의 전기집 (피에트로 다미아니저) 등은 실제로 성 퀘르푸르트의 브루노의 루스인들의 땅에 대한 임무를 기록하고 있는데 그곳에서 브루노는 토착 군주 (그곳을 다스린 세 형제 중 한 명)을 기독교로 개종시키는 데 성공한다. 알렉산드르 나자렌코는 야로폴크가 세례에 대한 예비 의식을 치렀으나, 그의 개종이 공식화되기 전에 이교도였던 그의 배다른 형제 블라디미르 (왕위 주장권이 약했던)의 명령으로 살해당했다고 주장한다. 이 이론에 따르면, 라틴 교회 의식에 따른 야로폴크의 세례에 대한 사실이 루스의 사도라는 블라디미르의 이미지가 이후의 세대들에게 훼손되지 않도록 하기 위하여 후대의 열렬한 정교회 연대기 작가들에 의해 덮어졌을 수 있다.

## 블라디미르의 키예프 세례

### 배경

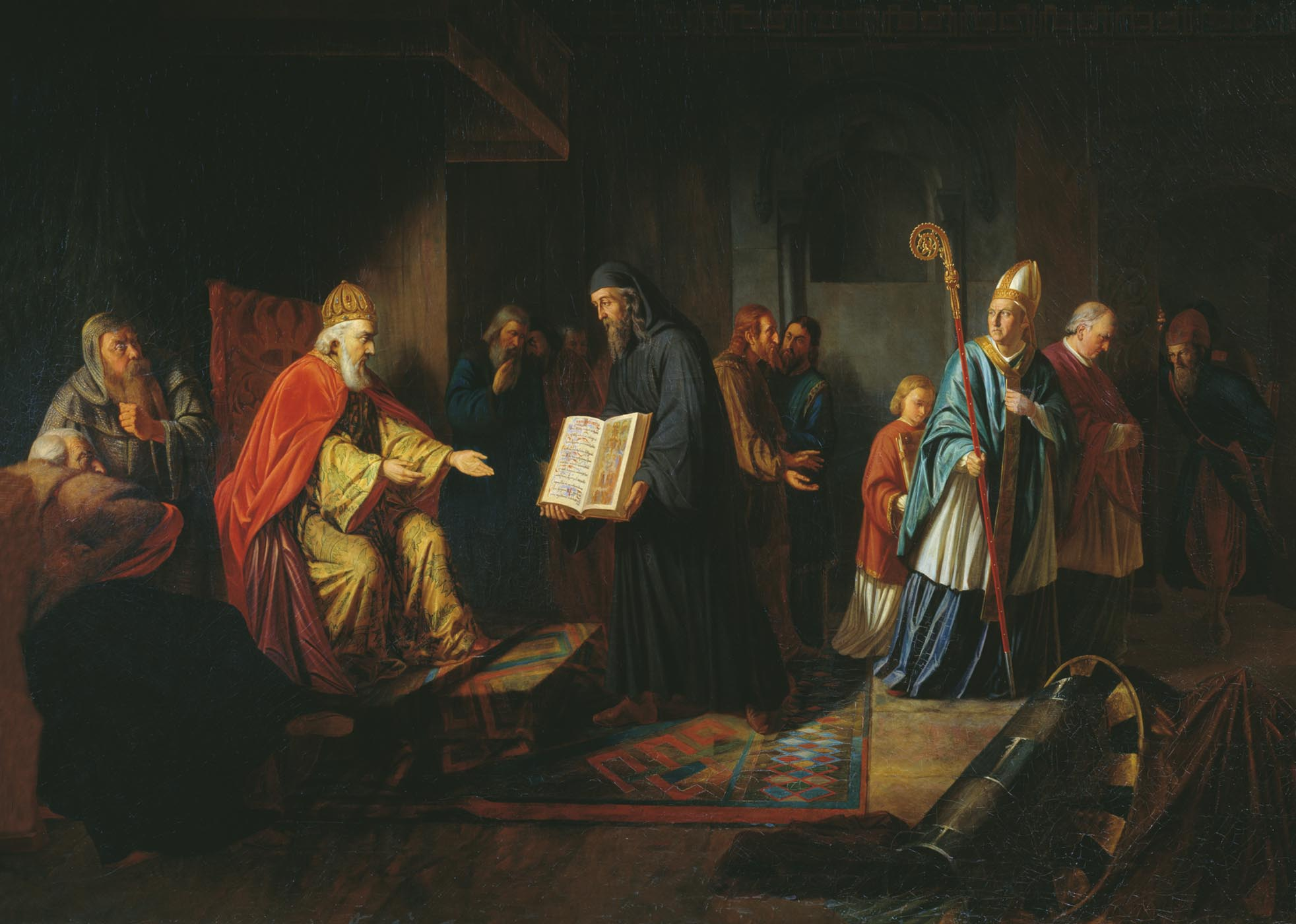
정교회 사제의 말을 경청하고 있는 블라디미르와 동시에 불편한 표정으로 옆에 서 있는 이교도 대표(이반 에힝크 작)

블라디미르 집권기 초에, 토속 신앙의 반응이 시작됐다. 페룬이 슬라브 만신전의 최고 신으로 택해졌고 그의 우상이 왕궁 옆 언덕에 설치됐다. 이 토속 신앙의 부흥은 노르웨이에서 호콘 시구르 그리고 덴마크의 스베인 튜구스케그 (추정)이 벌였던 유사한 시도들과 동시에 일어났다. 그의 종교 개혁은 실패로 끝나고 만다. 980년대 말에, 그는 외국에서 일신교를 받아들이는 게 필수적임을 알게 되었다.
'원초 연대기'는 986년에 블라디미르가 몇몇 종교 대표단을을 만났다고 기록한다. 그 결과는 이후의 출처가 불분명한 일화에서 재밌게 묘사된다. 무슬림들인 볼가 일대의 불가리아인들을 만난 자리에서, 블라디미르는 술과 돼지 고기를 금기 시하고 할례를 필수로 여기는 것 때문에 이들 종교가 적합하지 않음을 알게 된다. 전해진 바에 의하면, 블라디미르는 그 자리에서 "음주란 루스인들의 즐거움이오"라고 말했다고 한다. 그는 또한 유대인 사절단 (또는 하자르인들일 수 있다)과 상의하기도 했으며, 이들에게 유대교에 대해 물었으나 최종적으로 이를 거부했는데 그는 이들이 예루살렘을 잃은 것이 신에게 버림받았다는 증거가 아니냐며 말했다고 한다.
987년에, 보야르들과의 상의 결과에 따라, 블라디미르는 각자 자신들의 신앙을 믿으라 그에게 촉구했던 다양한 인접 국가들의 종교에 대해 배우러 사절단을 보냈다. 이슬람 교도들인 볼가 지역 불가리아인들에게 보내진 사절단은 이들에게서 즐거움이란 없으며, 오직 슬픔과 지독한 악취뿐이라고 보고했다. 독일인들의 어둑어둑한 교회들에 간 그의 사절단은 아름다움이란 걸 보지 못했다. 허나 비잔티움 교회의 성대한 종교 의식이 사절단에게 인상을 준 곳이던 하기아 소피아에서, 이들은 자신들의 이상을 찾아냈고 다음과 같이 보고했다: "우리는 더 이상 우리가 천당에 있는지 지상에 있는지 알아 차리지 못했으며, 이런 아름다움을, 우리는 어떻게 전해야 할 지 알 수가 없었다"

### 블라디미르의 세례

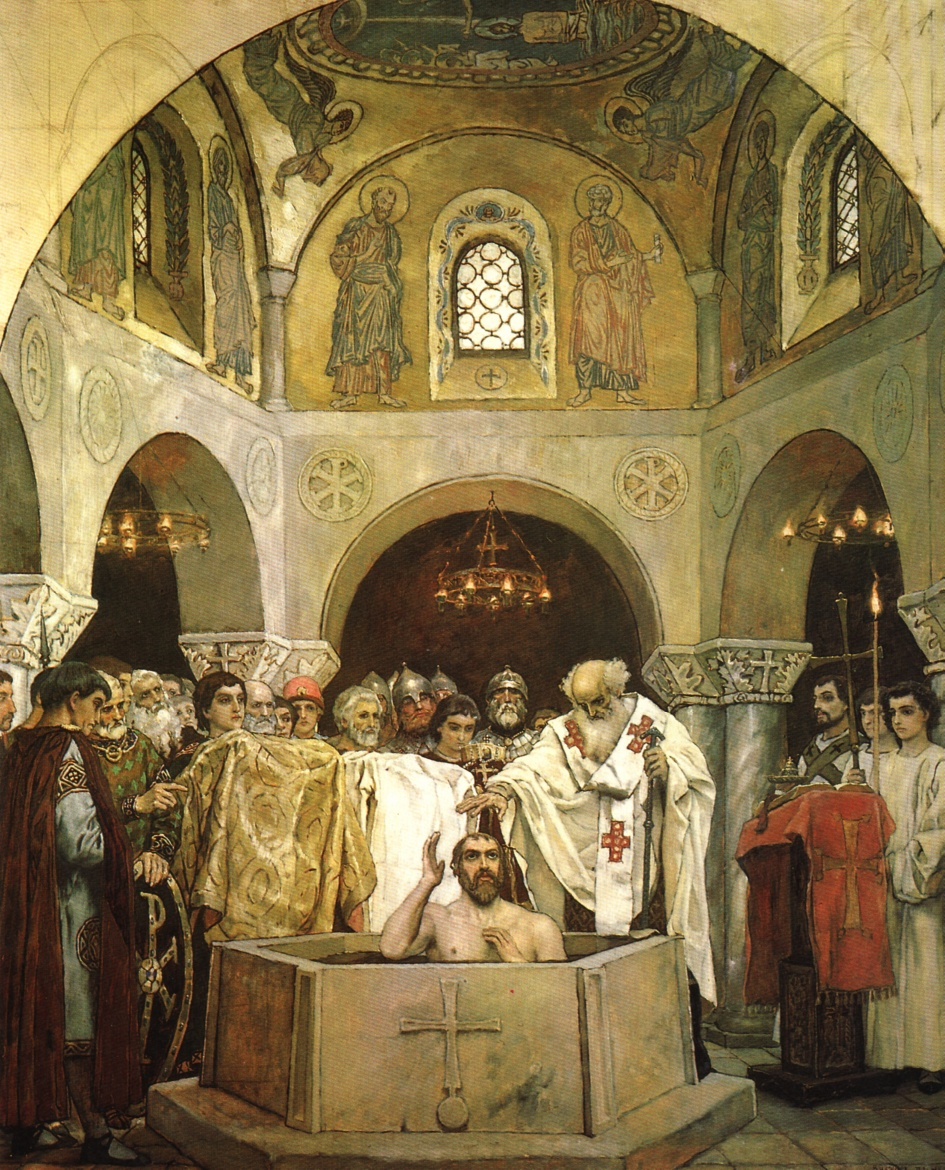
'블라디미르의 세례' (빅토르 바스네초프의 프레스코화)

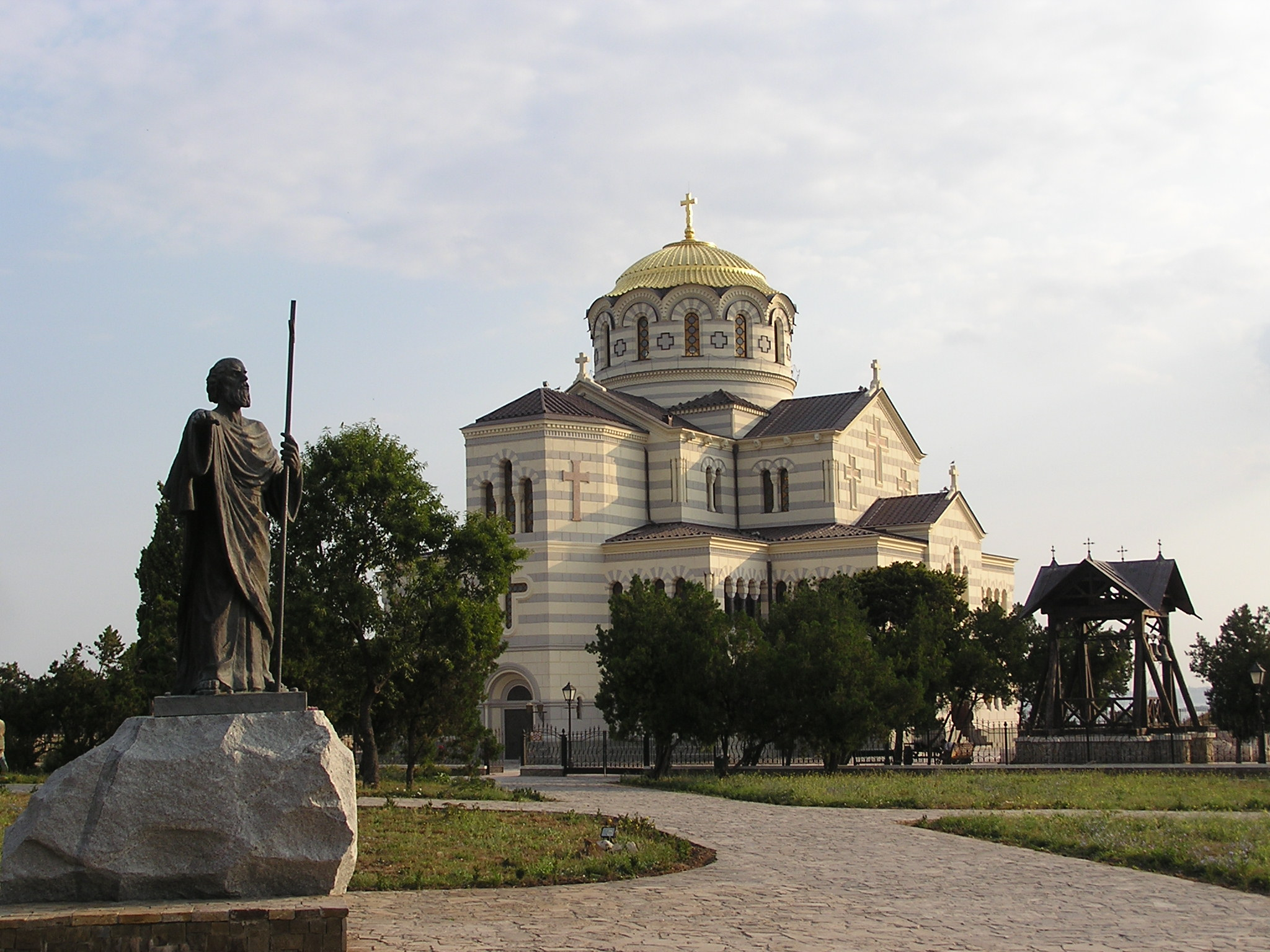
케르소네소스의 성 블라디미르 대성당. 전면에 성 안드레아의 동상이 있다

아주 극소수의 외교 사료들은 블라디미르의 개종 이후 이야기를 담고 있다. 안티오키아의 야햐와 그의 제자들 (알루드라와리, 알마킨, 알디마슈끼, 이븐 알아티르)은 근본적으로 동일한 내용을 전한다. 987년에, 비잔티움의 장군들인 바르다스 스클레로스와 바르다스 포카스는 비잔티움 황제 바실리우스 2세를 상대로 반란을 일으켰다. 이 둘의 반란군은 얼마 안 있어 합류하여 콘스탄티노플로 진격해다. 987년 9월 14일에, 바르다스 포카스는 자신을 황제로 선포했다. 수도 공방전을 피하기를 갈망하던 바실리우스 2세는 당시에 적으로 간주되던 루스의 도움을 청하기로 결정하였다. 블라디미르는 결혼 요건을 대가로 받아들였으며, 또한 그는 기독교를 자신의 종교로 받아들이고 그의 사람들을 새로운 신앙으로 이끄는 것에도 동의했다. 결혼 조건들이 확정되자, 블라디미르는 비잔티움 제국으로 6천 명의 병력을 파견하여 반란을 진압하는 데 도왔다.
'원초 연대기'에서, 블라디미르의 세례에 대한 기술은 이른바 코르순의 전설 이후에 등장한다. 이 출처 불명의 이야기에 따르면, 988년에 블라디미르는 경제 및 정치적으로 대단히 중요했던 크림반도의 그리스 도시 코르순 (케르소네소스)를 점령했다. 이 군사 활동은 바실리우스 2세가 포카스에 대해서 루스의 도움을 청했을 당시 그에게 약조했던 이익을 확보하기 위한 그의 바람 때문에 행해졌을 수 있다. 케르소네소스 철수에 대한 보상으로, 블라디미르는 황제의 자매인 안나 포르피로게니타를 건내받기로 약조받는다. 혼인에 앞서, 블라디미르는 세례를 받았고 (케르소네소스나 키예프에서), 아내의 오빠에 대한 존경을 담은 '바실'이라는 세례명을 받았다. 이 성사가 끝난 뒤 비잔티움 황녀와의 결혼이 이어졌다. 케르소네소스에서 블라디미르의 세례가 이뤄졌다고 주장되는 장소 위에 성 블라디미르 대성당이 세워졌다.

### 키예프의 세례
승리를 거두고 키예프로 돌아온, 블라디미르는 키예프 사람들에게 세례를 위해 드니프로강으로 갈 것을 촉구했다. 이 대규모 세례는 키예프 루스의 기독교화에 있어 상징적인 첫 사건이었다.
맨 먼저, 블라디미르는 그의 열두 아들들과 여러 보야르들을 세례해주었다. 그는 슬라브 토속 신들의 목조상 (그가 직접 8년 전에 세운 것들)을 파괴했다. 이 조각상들은 태워지거나 난도질 당했고, 최고신 페룬 조각상은 드니프로강에 던져졌다.
그런 다음 블라디미르는 키예프 모든 사람들에게 전언을 보냈다: "부유한 자들, 가난한 자들, 그리고 거지들, 노예들이여", 대공의 적이 되는 위험을 감수하고 싶지 않다면 다음날에 강으로 오라". 많은 수의 사람들이 찾아왔고, 일부는 어린 애들을 데리고 오기까지 했다. 이들은 강물에 들어갔고, 이 행사를 위해 케르소네소스에서 온 사제들은 신에게 기도를 했다.

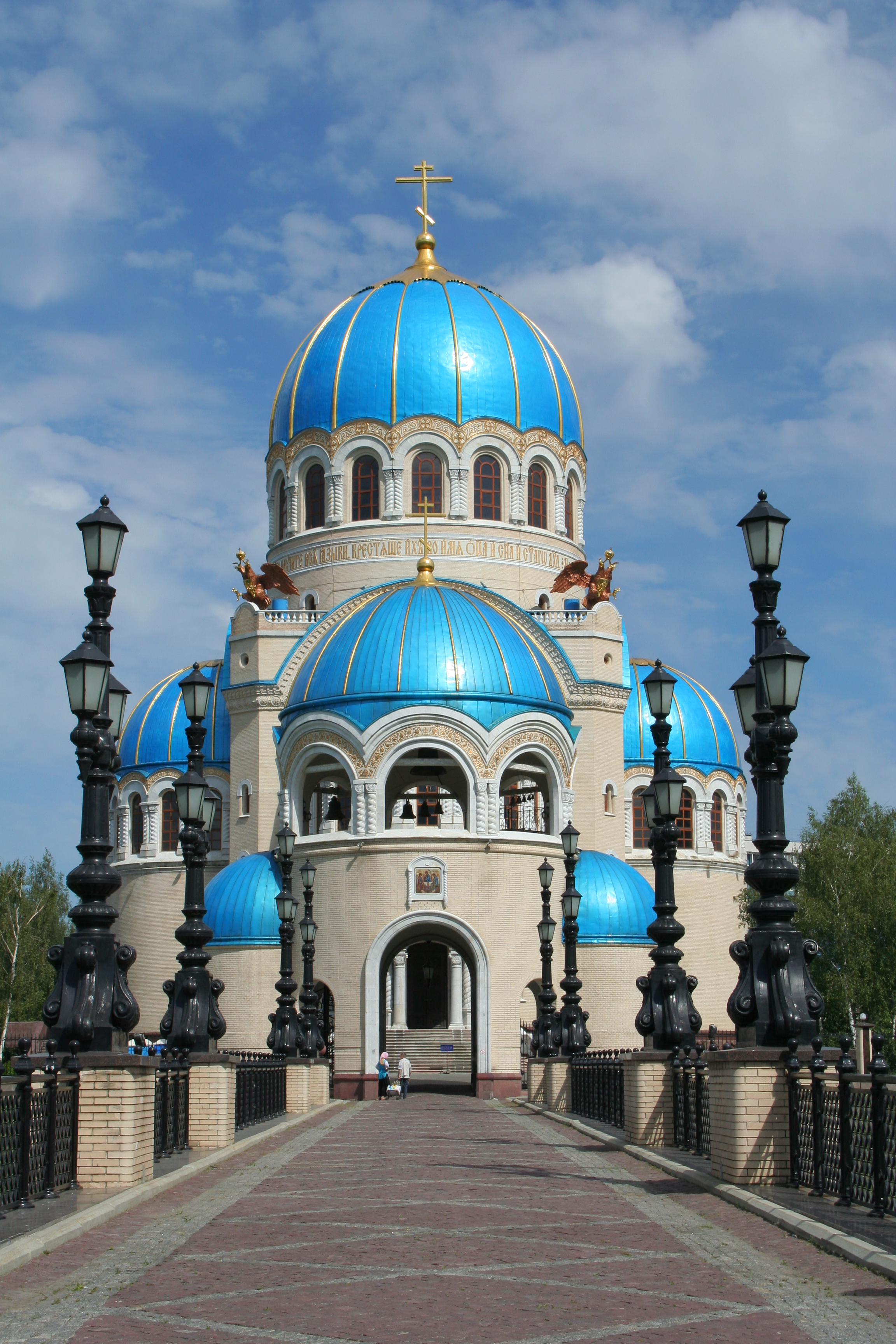
오레코보-보리소보 대성당은 루스의 세례 1천년을 기념하여 21세기에 세워졌다

이 사건을 기념하기 위해, 블라디미르는 이른바 십일조 교회라 불리는 키예프 루스 최초의 석재 교회를 지었고, 이곳에 그와 그의 새 분의 시신이 묻혀 있다. 또 다른 교회가 이전에는 이교도의 조각상들이 세워져 있던 언덕 위에 지어졌다.

## 여파

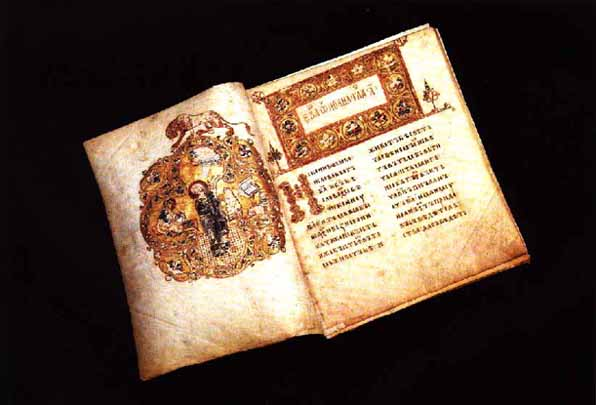
동슬라브어 서적 중 가장 오래된 것 중 하나인 교회 슬라브어로 된 오스트로미르 복음서.

키예프의 세례 이후에 키예프 도시 중심가에서 유사한 의식들이 치러졌다. 요아킴 연대기는 블라디미르의 숙부 도브리냐가 노브고로드인들을 불을 통해 기독교로 강제 개종시켰고, 동시에 티샤츠키인 푸탸탸는 검을 통해서 동포들이 기독교를 받아들이길 설득시켜냈다. 같은 시기, 주교 이오아킴 코르수냐닌은 옛 이교 묘지의 터에 지붕이 13개로 이뤄진, 최초의 목조 성당인 신지 대성당을 지었다.
토속 신앙은 볼가 상류 지역 봉기와 그 외의 저항 기간에 표면화되며, 오랜 기간 루스에서 지속됐다. 로스토프를 중심으로 한 북동부 지역은 특히나 새로운 종교에 적대적이었다.  노브고로드는 1071년까지 토속 신앙 봉기를 겪었는데 당시 페도르 주교는 직접적으로 위협에 처했으며 글렙 스비아토슬라비크 (Gleb Sviatoslavich) 대공은 도끼로 토속 사제를 반으로 쪼개며 군중들을 해산시켜냈다.
루스의 기독교화는 비잔티움 제국과의 동맹을 확고하게 이뤄냈다. 그리스 학문과 문헌 들이 키예프와 다른 중심 지역들에 정착되었다. 교회는 비잔티움 교회를 모델로 하여 세워지기 시작하였다. 블라디미르의 아들 야로슬라브 1세 재위 기간, 대주교 일라리온이 최초로 알려진 동슬라브어 서적을 편찬했는데, 이 '규율과 은총에 대한 설교'로 알려진 설교집에서 그는 루스를 다른 지역들과 비교하여 호의적인 평가를 내렸다. 같은 기간 노브고로드에서 편찬된 오스트로미르 복음서는 온전히 남아있는 최초의 동슬라브어 서적으로 추정된다. 그렇지만 남아있는 비교회 문헌 '이고리 군기'에서는 이교적 세계관이 기독교화 된 키예프 루스에 남아있음을 보여준다.

## 같이 보기
- 루스 카간국의 기독교화
- 성 블라디미르 대성당
- 폴란드의 기독교화